# Балла Янош Ласлович
Янош Ласлович Балла — молодший сержант Збройних сил України, учасник російсько-української війни, що відзначився під час російського вторгнення в Україну. Герой України (2024).

## Життєпис
Під час російського вторгнення в Україну — молодший сержант Збройних сил України.
Із серпня 2023 року відбивав наступи ворога на Харківщині. Відзначився вправними бойовими діями. Особисто знищив щонайменше вісьмох російських піхотинців. Отримав поранення та після відновлення взимку 2024 року повернувся до несення служби. Під час відбиття штурмів знищив дві БМП і зупинив танк Т-72. Крім того, захопив взводний опорний пункт, збив 2 БпЛА, знищив ДРГ та штурмову групу противника в повному складі.

## Нагороди
- Звання Герой України з врученням ордена «Золота Зірка» (5 грудня 2024) — за особисту мужність і героїзм, виявлені у захисті державного суверенітету та територіальної цілісності України, самовіддане служіння Українському народові[2]. Нагороду вручив президент України Володимир Зеленський 27 грудня 2024 року[1].